# 深澤季生
- 深沢季生[1]

深澤 季生（ふかざわ としお、1983年7月30日 - ）は、神奈川県横浜市出身の元プロ野球選手（捕手）、元コーチ。右投右打。現在は横浜DeNAベイスターズのブルペン捕手。

## 経歴
藤嶺学園藤沢高校ではエースで4番打者を務め、専修大学進学後も1年の秋から主戦で活躍し、大学でもエースを務めた。2年春に2部リーグ優勝に貢献して最優秀投手となり、入替戦では2試合に先発するも那須野巧が3連投した日本大学に敗れた。4年生のときにはイップスに陥ってしまう。
大学卒業後は地元のクラブチーム・神奈川BBトリニティーズ（現：横浜ベイブルース）に入団後、投手から捕手に転向。ちょうどチームに捕手が不足していたことと、打撃や肩に自信があったことから転向を決意した。
2007年にはこの年から開催された独立リーグ・北信越ベースボール・チャレンジ・リーグ（現：ルートインBCリーグ）の石川ミリオンスターズにテストを経て入団し、NPB入りを目指す。石川では2008年にベストナインに選出されるなど正捕手として活躍し、三度のリーグ制覇や2011年のBCリーグ初の独立リーグチャンピオンに貢献。2011年からキャンプテンを務めたが、2012年限りで任意引退。現役引退後は石川のコンディショニングコーチだった片田敬太郎が横浜DeNAベイスターズのトレーナーに就任してチームを離れたこともあり、バッテリーコーチとして石川に残って指導にあたる。
2014年冬、DeNAから誘いを受け、二軍ブルペン捕手として入団。選手としてではないが、憧れだったNPB入りを地元球団で叶えた。用具担当補佐も兼務。2016年から2018年までは一軍ブルペン捕手を務め、2020年時点では二軍ブルペン捕手兼用具担当。ブルペン捕手や用具の準備、グラウンド整備などの業務のほか、トレーニングのサポートや捕手でありながらも打撃投手を務めることもある。2022年からは一軍用具担当とブルペン捕手を兼務している。

## 人物
石川ミリオンスターズ入団から3,4年はNPBを目指してプレーしていたが、年齢面から厳しいことを自覚していた。結局、6年間も選手として在籍し、更に2年間コーチとして石川に居続けたが、これはチームへの恩返しの気持ちもあってのことだった。
ブルペン捕手として入団した横浜DeNAベイスターズでは、裏方を大事にする面が伝統的にあるといい、2017年には筒香嘉智から特注のグラブが深澤らチームサポーターに送られた。2018年頃からは打撃投手の吉見祐治を中心に選手にプレゼントをする習慣も生まれたという。
2019年3月のENEOS 侍ジャパンシリーズ2019「日本 vs メキシコ」にもブルペン捕手としてチームの同行し、チームスタッフとして侍ジャパンのユニフォームに袖を通した。

## 詳細情報

### 独立リーグでの打撃成績
| 年 度    | 球 団    | 試 合 | 打 席 | 打 数 | 得 点 | 安 打 | 二 塁 打 | 三 塁 打 | 本 塁 打 | 塁 打 | 打 点 | 盗 塁 | 盗 塁 死 | 犠 打 | 犠 飛 | 四 球 | 敬 遠 | 死 球 | 三 振 | 併 殺 打 | 打 率 | 出 塁 率 | 長 打 率 | O P S |
| -------- | -------- | ----- | ----- | ----- | ----- | ----- | -------- | -------- | -------- | ----- | ----- | ----- | -------- | ----- | ----- | ----- | ----- | ----- | ----- | -------- | ----- | -------- | -------- | ----- |
| 2007     | 石川     | 71    | 310   | 260   | 33    | 73    | 10       | 3        | 0        | 89    | 45    | 3     | -        | 5     | 4     | 35    | -     | 3     | 35    | 12       | .281  | .368     | .342     | .710  |
| 2008     | 石川     | 69    | 231   | 194   | 11    | 51    | 10       | 0        | 1        | 64    | 26    | 3     | -        | 12    | 3     | 20    | -     | 2     | 22    | 8        | .263  | .333     | .330     | .663  |
| 2009     | 石川     | 71    | 273   | 233   | 28    | 61    | 14       | 1        | 4        | 89    | 24    | 2     | -        | 16    | 1     | 18    | -     | 5     | 34    | 8        | .262  | .327     | .382     | .709  |
| 2010     | 石川     | 71    | 294   | 261   | 36    | 70    | 9        | 3        | 4        | 97    | 44    | 5     | -        | 0     | 6     | 23    | -     | 4     | 21    | 7        | .268  | .330     | .372     | .702  |
| 2011     | 石川     | 56    | 142   | 127   | 9     | 28    | 6        | 1        | 1        | 39    | 8     | 0     | -        | 6     | 1     | 5     | -     | 3     | 21    | 2        | .220  | .265     | .307     | .572  |
| 2012     | 石川     | 54    | 187   | 160   | 15    | 40    | 5        | 1        | 0        | 47    | 11    | 5     | -        | 5     | 0     | 18    | -     | 4     | 17    | 2        | .250  | .341     | .294     | .634  |
| BCL：6年 | BCL：6年 | 392   | 1437  | 1235  | 132   | 323   | 54       | 9        | 10       | 425   | 158   | 18    | -        | 44    | 15    | 119   | -     | 21    | 150   | 39       | .262  | .333     | .344     | .677  |

- 各年度の太字はリーグ最高

### 独立リーグでの表彰
- ベストナイン（2008年）

### 背番号
- 25（2007年 - 2014年）
- 120（2015年 - ）